# Carbure
Carbure fue un grupo colombiano de rock de los años 80, orientado hacia el hard rock y el heavy metal.

## Historia
La historia de Carbure transcurre por varias etapas. La primera de ellas se dio con el grupo Judas, formado entre 1973 y 1980, en la pequeña escena que surgió en Medellín luego de la congregación de roqueros de todo el país conocida como el Festival de Ancón (1971). Judas se hizo célebre en los años '70 por el montaje en su ciudad de una ópera rock inspirada en Jesucristo Superestrella y por abrir las presentaciones en Colombia de la banda inglesa The Musicians.
En 1981, luego de la disolución de Judas, dos de sus integrantes, Jorge Montoya y Jorge Calderón, se unieron a Álvaro Torres(exintegrante del grupo Octopus) para crear el proyecto Carbure. Inicialmente su repertorio era mixto e influido por bandas como Iron Maiden, Judas Priest y Barón Rojo. Entre la escena roquera de su ciudad finalmente se dieron a conocer con sus propias composiciones, destacándose los temas "El faltón" y "Hombres en serie".
En 1983 el grupo grabó un EP con el sello local Discos Victoria. Esta producción discográfica logró una amplia difusión en la radio local, registrando ventas del disco en todo el país y convirtiendo a "El faltón" en un himno del rock colombiano, usado luego en dos covers en la película Apocalipsur. Se destacan durante esta etapa numerosas presentaciones no sólo en bares y festivales de la ciudad, sino también en escenarios no convencionales como el Museo de Arte Moderno de Medellín.
Por problemas internos entre sus integrantes, el grupo se disolvió en 1985; sin embargo, Álvaro Torres decidió rearmar Carbure con el vocalista Hernando Restrepo y el bajista Juan Vélez. En 1987, con el sello CBS, hicieron algunas grabaciones que contaron con la dirección artística de Miguel Muñoz (exintegrante de Los Flippers y Génesis).
A Carbure, especialmente por sus temas grabados en 1983, se le recuerda por ser el grupo que abrió una nueva etapa en la historia del rock colombiano, ya que con este disco se inició el camino para los proyectos de rock pesado que tanto calaron en el público roquero de Medellín, a través de grupos como Kraken y Parabellum.

## Discografía
- CARBURE. (Discos Victoria, 1983)
  - 01 - Carne y Hueso [4:24]
  - 02 - Hombres En Serie [4:29]
  - 03 - El Faltón [5:10]

- Dime Dónde Estás (Sencillo). Epic-CBS, 1987
  - 01 - Dime Dónde Estás [4:41]
  - 02 - No Volveré [4:16]

- La música más tenaz (Recopilación). Tenaz-CBS, 1987

- Dura Ciudad (Ep). Independiente 2018
  - 01 - Los Hombres No Deben Llorar [4:03]
  - 02 - Dura Ciudad [4:22]
  - 03 - Hechicera [4:57]